# Хомутово (Ивановская область)
Хомутово — деревня в Тейковском районе Ивановской области России, входит в состав Новолеушинского сельского поселения.

## География
Деревня расположена в 13 км на восток от центра поселения села Новое Леушино и в 10 км на юго-восток от райцентра города Тейково.

## История
Холодная церковь в селе Хомутове построена в 1758 году владельцем села князем Василием Осиповичем Гундоровым. Престолов в ней два: главный — в честь Казанской иконы Божьей Матери и придельный — во имя Святителя и Чудотворца Николая. Теплая церковь построена в 1868 году на средства прихожан. Престол в ней один — в честь Преображения Господня. Приход составляли село и деревни: Гундоровка, Ломы, Губачево, Городино, Маслово. 
В конце XIX — начале XX века село входило в состав Березовской волости Ковровского уезда Владимирской губернии. В 1859 году в селе числилось 43 дворов, в 1905 году  — 34 двора.
С 1929 года село входило в состав Березовского сельсовета Тейковского района, с 2005 года село — в составе Новолеушинского сельского поселения.

## Население
| 1859 | 1905 | 2010 |
| ---- | ---- | ---- |
| 265  | ↘264 | ↘24  |

## Достопримечательности
В селе находятся недействующие Церкви Казанской иконы Божией Матери и Спаса Преображения